# Курочкино (Тальменський район)
Ку́рочкино (рос. Курочкино) — село у складі Тальменського району Алтайського краю, Росія. Адміністративний центр Курочкинської сільської ради.

## Населення
Населення — 745 осіб (2010; 740 у 2002).
Національний склад (станом на 2002 рік):
- росіяни — 91 %